# アイルランド現代美術館
アイルランド現代美術館(Irish Museum of Modern Art)は、ダブリン西部にある近代以降の美術品を収集する美術館である。

## 沿革
1990年にアイルランド政府により創設され、1991年5月25日に開館。17世紀に建てられたキルメナイム王立病院（Royal Hospital Kilmainham)の中にある。

## コレクション
20世紀初頭から現在活躍中の芸術家たちの作品を収集している。